# Heugraben
Heugraben (kroatisch Žarnovica; ungarisch Szénásgödör ‚Heugrube‘, bis 1898 Sirovnicza) ist eine Gemeinde mit 226 Einwohnern (Stand 1. Jänner 2024) im Burgenland im Bezirk Güssing in Österreich.
Der Ort zählt zum Siedlungsgebiet der Burgenlandkroaten, wobei deren Anteil an der Gesamtbevölkerung in den letzten Jahrzehnten stark rückläufig ist (1961: 69 %; 2001: 14,2 %).

## Geografie

### Geografische Lage
Die Gemeinde liegt im Südburgenland. Heugraben ist der einzige Ort in der Gemeinde.

### Eingemeindung und Ausgemeindung
Am 1. Jänner 1971 wurden die zuvor selbständigen Gemeinden Bocksdorf, Heugraben und Rohr im Burgenland gemäß Gemeindestrukturverbesserungsgesetz vom 1. September 1970 zur neuen Gemeinde Bocksdorf zusammengeschlossen. Per Verordnung der Burgenländischen Landesregierung vom 27. November 1991 wurde die Gemeinde Bocksdorf mit Wirksamkeit vom 1. Jänner 1992 wieder in die drei Gemeinden Bocksdorf, Heugraben und Rohr im Burgenland getrennt.

### Nachbargemeinden
|      | Bocksdorf                                   | Rauchwart     |
| Rohr | Kompassrose, die auf Nachbargemeinden zeigt | Sankt Michael |
|      | Kukmirn                                     |               |

## Geschichte
Der Ort gehörte wie das gesamte Burgenland bis 1920/21 zu Ungarn (Deutsch-Westungarn). Seit 1898 musste aufgrund der Magyarisierungspolitik der Regierung in Budapest der ungarische Ortsname Szénásgödör verwendet werden.
Nach Ende des Ersten Weltkriegs wurde nach zähen Verhandlungen Deutsch-Westungarn in den Verträgen von St. Germain und Trianon 1919 Österreich zugesprochen. Der Ort gehört seit 1921 zum neu gegründeten Bundesland Burgenland (siehe auch Geschichte des Burgenlandes).

## Kultur und Sehenswürdigkeiten

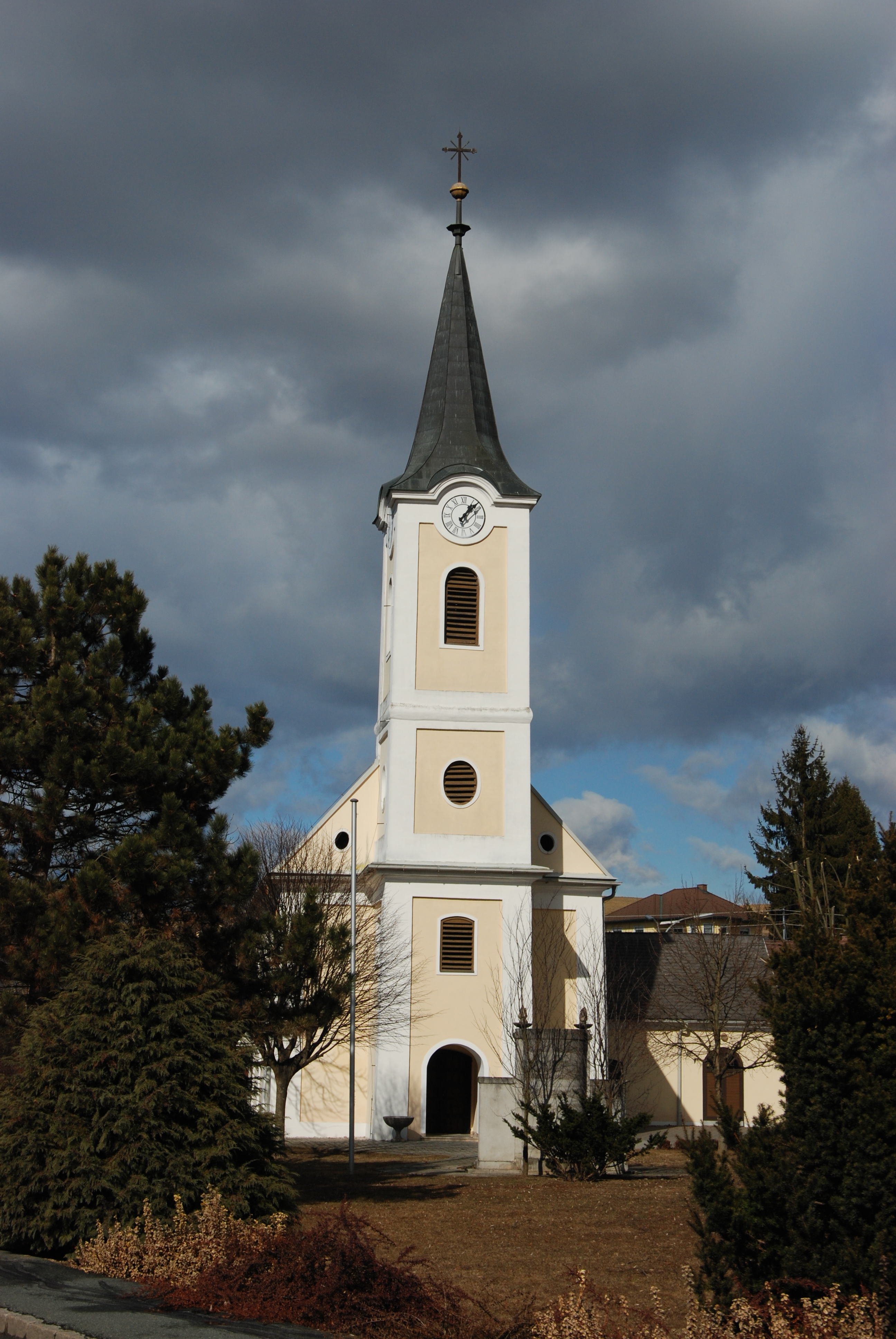
Filialkirche Heugraben

- Katholische Filialkirche Hl. Dreifaltigkeit – Ein kleiner, blockhafter Bau mit halbrunder Apsis. Der gedrungene Südturm ist mit einem Spitzhelm ausgestattet. Dreijochiges Schiff, Platzlgewölbe zwischen Gurten auf breiten Pilastern. Dreiachsige Empore über Platzlgewölben und vorgebauchter Brüstung. Die Kirche wurde 1834 erbaut.[4]

## Wirtschaft und Infrastruktur
Ansässige Unternehmen:
- Wukitsevits Montagen
- Zickentaler Brauerei

## Politik

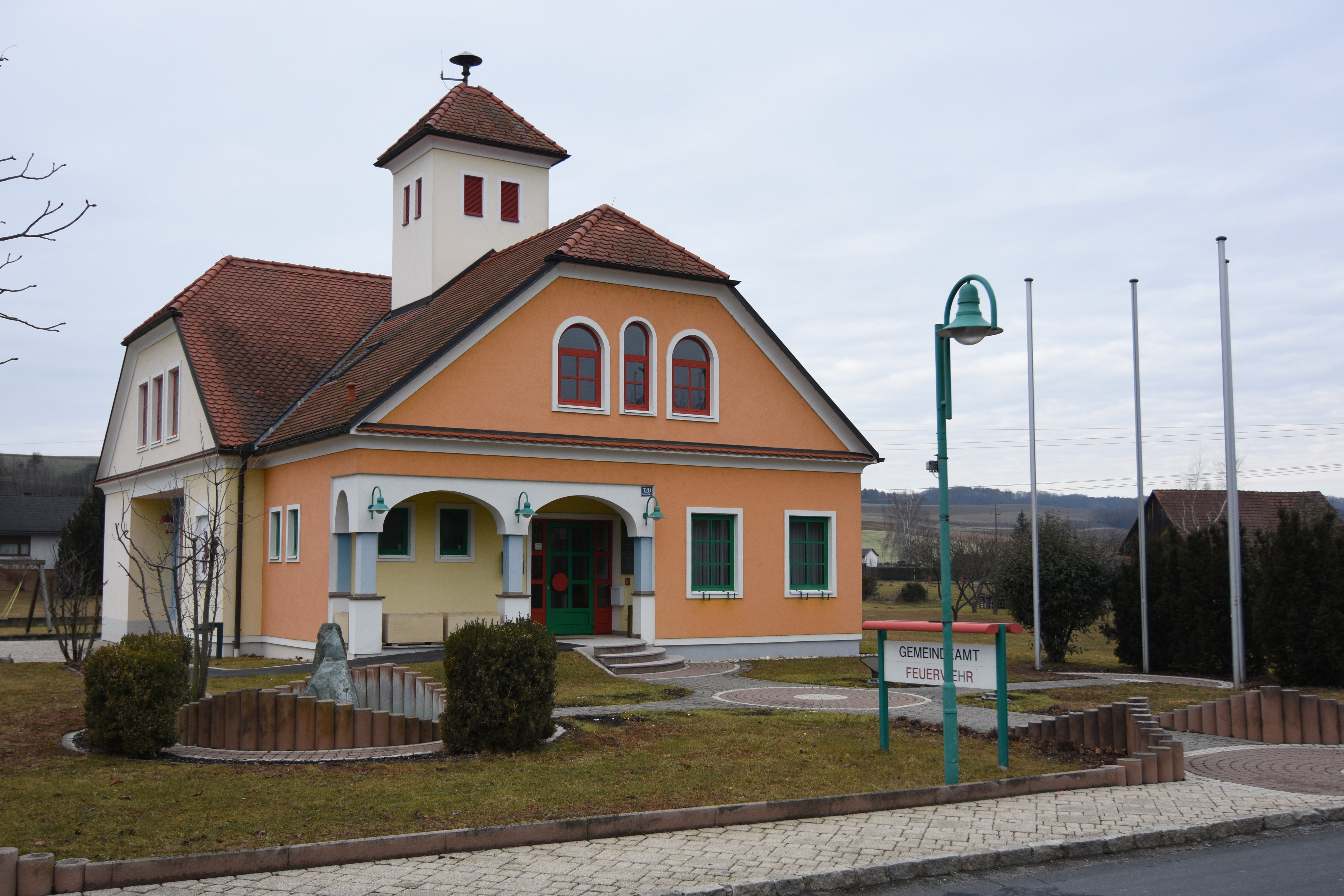
Gemeindeamt und Feuerwehrhaus

### Gemeinderat
Der Gemeinderat umfasst aufgrund der Anzahl der Wahlberechtigten insgesamt 9 Mitglieder.
| Partei          | 2022             | 2022             | 2022             | 2017             | 2017             | 2017             | 2012             | 2012             | 2012             | 2007             | 2007             | 2007             | 2002             | 2002             | 2002             | 1997    | 1997    | 1997    |
| Partei          | Stimmen          | %                | M.               | Sti.             | %                | M.               | Sti.             | %                | M.               | Sti.             | %                | M.               | Sti.             | %                | M.               | Sti.    | %       | M.      |
| --------------- | ---------------- | ---------------- | ---------------- | ---------------- | ---------------- | ---------------- | ---------------- | ---------------- | ---------------- | ---------------- | ---------------- | ---------------- | ---------------- | ---------------- | ---------------- | ------- | ------- | ------- |
| SPÖ             | 143              | 59,09            | 7                | 97               | 41,45            | 4                | 87               | 39,55            | 3                | 101              | 44,69            | 5                | 98               | 42,98            | 5                | 101     | 41,39   | 5       |
| ÖVP             | 99               | 40,91            | 4                | 137              | 58,55            | 5                | 133              | 60,45            | 6                | 125              | 55,31            | 6                | 130              | 57,02            | 6                | 134     | 54,92   | 6       |
| FPÖ             | nicht kandidiert | nicht kandidiert | nicht kandidiert | nicht kandidiert | nicht kandidiert | nicht kandidiert | nicht kandidiert | nicht kandidiert | nicht kandidiert | nicht kandidiert | nicht kandidiert | nicht kandidiert | nicht kandidiert | nicht kandidiert | nicht kandidiert | 9       | 3,69    | 0       |
| Wahlberechtigte | 269              | 269              | 269              | 252              | 252              | 252              | 242              | 242              | 242              | 260              | 260              | 260              | 256              | 256              | 256              | 260     | 260     | 260     |
| Wahlbeteiligung | 93,31 %          | 93,31 %          | 93,31 %          | 95,24 %          | 95,24 %          | 95,24 %          | 95,04 %          | 95,04 %          | 95,04 %          | 90,00 %          | 90,00 %          | 90,00 %          | 94,14 %          | 94,14 %          | 94,14 %          | 96,15 % | 96,15 % | 96,15 % |

### Bürgermeister
Nach der Trennung der Gemeinde von Bocksdorf am 1. Jänner 1992, wurde Josef Bauer (ÖVP), der bereits neun Jahre im Bocksdorfer Gemeinderat war, zum Bürgermeister gewählt. Obwohl der gelernte Maurer und spätere Polier selbst auspendeln musste, gelang es ihm, wichtige Projekte in der Gemeinde umzusetzen. Die Errichtung eines neuen Gemeindeamts, des Feuerwehrhauses und des Bauhofes fiel ebenso in seine Amtszeit, wie die Schaffung von Wohnungen, die Neugestaltung des Ortsplatzes und des Kirchenplatzes sowie die Erneuerung der Infrastruktur (Kanal, Straßen, Gehwege und Straßenbeleuchtung). Parallel mit seiner Pensionierung legte er mit 5. Jänner 2017 auch seine Funktion als Bürgermeister zurück. Am 27. Jänner 2017 wurde sein Wunschnachfolger Mario Faustner (ÖVP), zuvor Mitglied im Gemeindevorstand, vom Gemeinderat zum Bürgermeister gewählt.
Bei der Bürgermeisterdirektwahl am 1. Oktober 2017 wurde Faustner von 58,23 % der Wähler in seinem Amt bestätigt. Als Mitbewerber trat Walter Zloklikovits (SPÖ) an, der 41,77 % der Stimmen erhielt. In der konstituierenden Sitzung des Gemeinderats wurde Zloklikovits zum Vizebürgermeister gewählt. Faustner und Zloklikovits bildeten mit dem geschäftsführenden Gemeinderat Patrick Krammer (ÖVP) auch den Gemeindevorstand.
Bürgermeister Mario Faustner (ÖVP) trat am 1. April 2021 aus persönlichen Gründen zurück. Vizebürgermeister Walter Zloklikovits (SPÖ) übernahm interimistisch die Amtsgeschäfte bis zur Neuwahl des Gemeindechefs. Bei der Wahl am 5. September 2021 setzte sich Zloklikovits mit 65,1 Prozent gegen Manfred Orsolits (ÖVP) durch, die SPÖ stellte damit erstmals nach 67 Jahren wieder den Bürgermeister.
Amtsleiterin ist Ute Gurdet.